# اندیس اوره-۱
اوره-۱ یک اندیس مصالح ساختمانی است که در حوالی شهر نطنز استان اصفهان قرار دارد و مادهٔ معدنی موجود در آن، گابرو است.  